# Akbash
O Akbash (do turco: Akbaş Çoban Köpeği, "cão pastor de Akbaş") é uma raça de cães originária do oeste da Turquia. O Akbash é utilizado principalmente como um cão guardião de rebanhos.

## Aparência

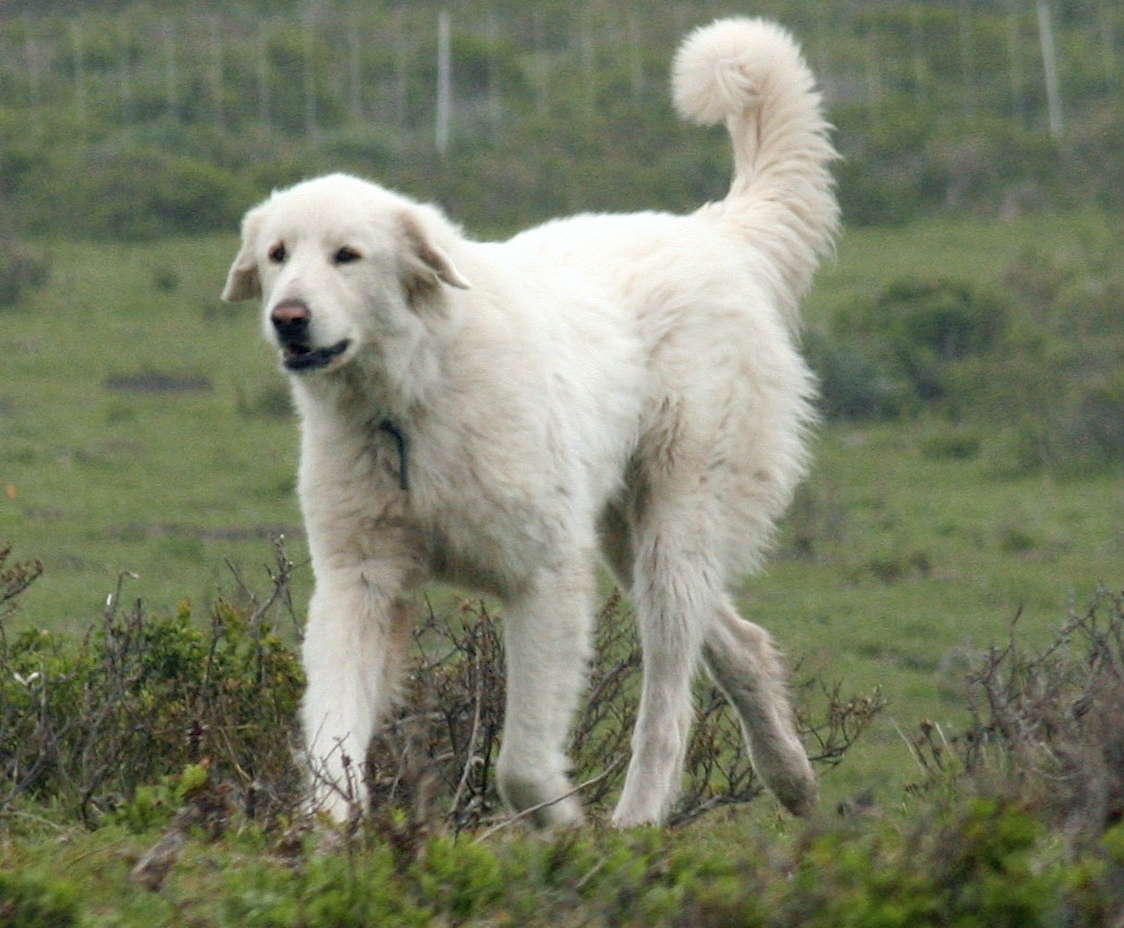

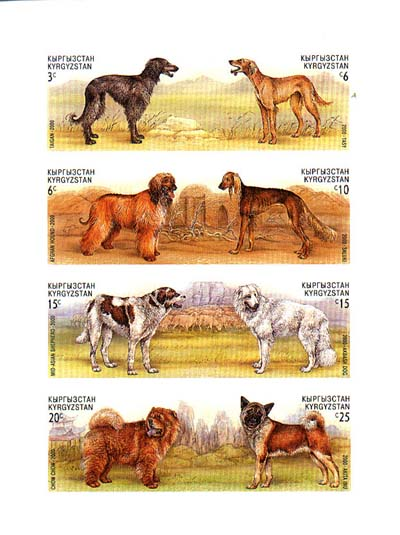
Selo de Quirguistão, com ilustração das raças asiáticas, entre eles, o Akbash (o mais branco).

É um cão de grande porte, pesando 40 a 60 kg, as fêmeas pesam em média 40 kg e os machos 55 kg, mas é mais magro do que outras raças do cão de guarda da Turquia. A altura dos machos fica entre 76 e 86 cm, medidos sempre à altura da cernelha. Já as fêmeas, medem entre 71 e 81 cm. Esta raça apresenta uma pelagem branca distinta, pernas compridas, uma cauda encurvada, e com manchas róseas e pretas. Possui características dos molossos e sabujos. A raça é muitas vezes referido como um cão pastor, mas não efetivo suas tarifas. Em vez disso, ele é projetado para viver com o rebanho e agir como um guardião. 
Supõe-se que o Akbash e Kangal são raças originalmente distintas, naturais e puras, e que foram combinadas para criar a Pastor da Anatólia. 

## Temperamento
O Akbash não é tímido. Quando utilizado como cão de guarda, não é apresentável com humanos, embora a raça não é hostil por natureza. O Akbash pode ser usado como cão de companhia e, se treinados adequadamente pode ser apresentável com qualquer criatura. O Akbash foi criado para ser independente e os cães desta raça podem pensar que eles sabem melhor do que os seus proprietários durante o treinamento. O Akbash é uma raça relativamente de baixa energia. Porque em sua natureza é enganar os rebanhos para guardá-los na maior parte do dia, eles não possuem grande resistência ou energia. Isso não significa que eles podem ser confinados a espaços pequenos. É muito trabalhador e fica mais feliz quando consegue concluir uma tarefa. Estes cães são conhecidos por sua inteligência, coragem, independência e lealdade.

## Saúde
Casos de displasia da anca e osteocondrite dissecante ter ocorrido com este cão, no entanto, a raça como um todo parece não ser atingidas com essas condições tão frequentemente como outras raças de grande porte. Akbash, como muitas raças de grande porte, pode-se viver 10 a 11 anos, em média, até mesmo muito mais tempo. Os Akbash são capazes de fazer laços com seus donos e outros animais e pode exibir emoções e sensibilidade ao contrário de muitas outras raças.

## História

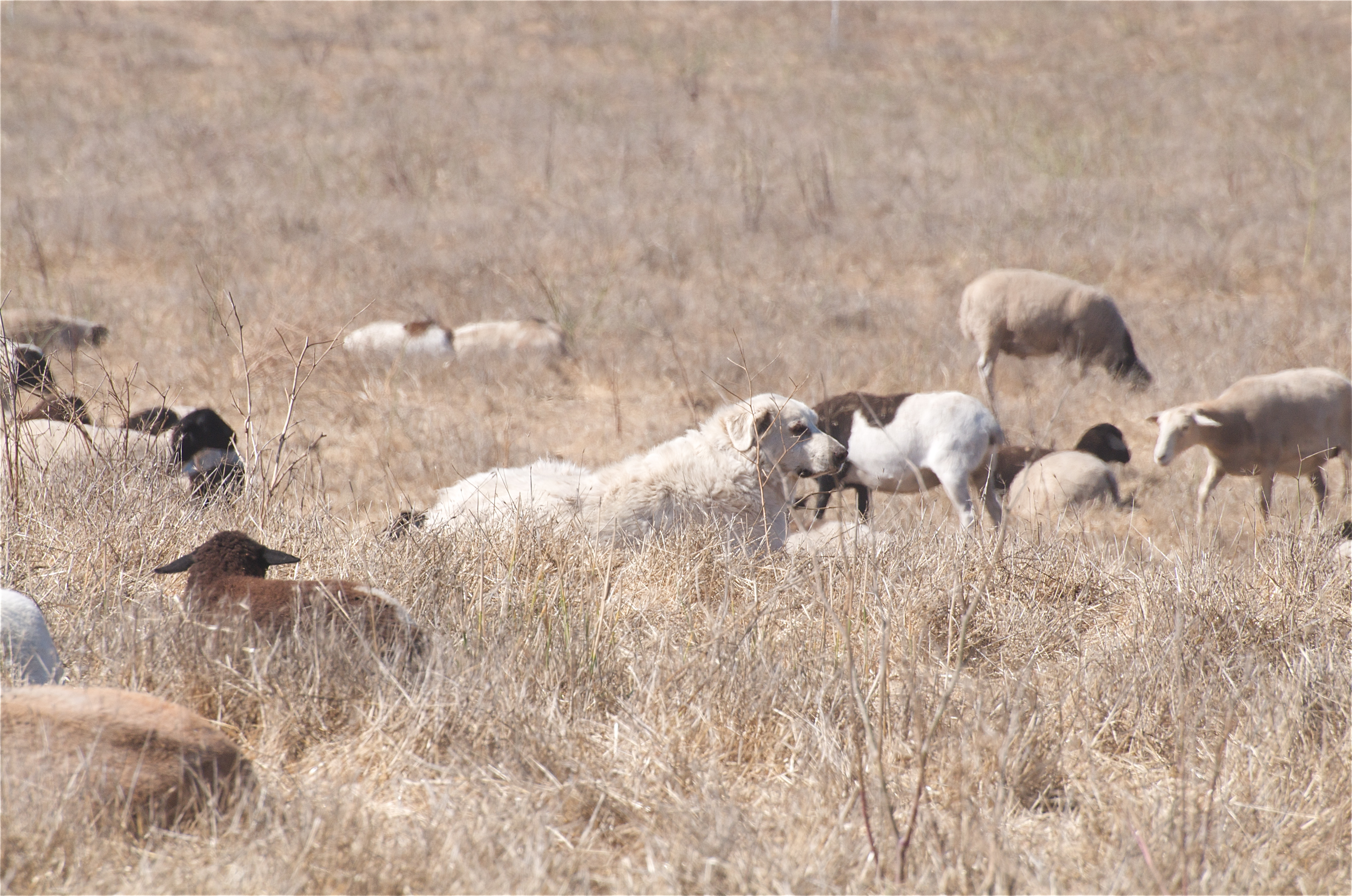
Akbash como guardião.

O Akbash surgiu da ideia de criar um guardião branco turco semelhante às outras raças e em todo o norte da bacia mediterrânica. O Akbash tem a sua combinação única de qualidades dos molossos e sabujos. Esta raça foi desenvolvida há pelo menos 3.000 anos, a sua cor branca diferencia-los dos predadores.
Evidências arqueológicas indicam que as primeiras civilizações surgiram nas partes do mundo atualmente ocupado pela Turquia há 10.000 anos atrás e começou a domesticar animais e cultivar as plantas. Em pouco tempo não teria havido a necessidade de proteção de cães de gado para cuidar do gado. As raças de cães brancos guardiões incluem os cães da área montanhosa dos Pirenéus, na França e Espanha e os cães das montanhas de Maremma na Itália.